# 17 dikter
17 dikter är den första diktsamlingen av poeten Tomas Tranströmer, utgiven 1954.
Nästan alla Tomas Tranströmers dikter är självbiografiskt grundade men hans tidiga diktsamlingar, debuten 17 dikter och  efterföljande Den halvfärdiga himlen, saknar i stort pronominet ’jag’. Istället används omskrivningar som ’han’ eller ’mannen’. Diktarjaget träder tillbaka och blir ofta helt osynligt, något som Tomas Tranströmers tidiga influens poeten T.S. Eliot utvecklade omkring 1920 i begreppet det objektiva korrelatet: tanken om att finna och konkret gestalta en yttre objektiv motsvarighet till känsloinnehållet som ska uttryckas.
Tomas Tranströmer blev tidigt välkänd för sitt förtätade bildspråk i dikterna utan överflödiga adjektiv. Den litterära riktningen imagismen har liknande ideal och företräddes av Ezra Pound, vän och mentor till T.S. Eliot. En annan likhet är versformerna som Ezra Pound rekommenderade från antika grekiska lyriken och japanska haikudikten. Formerna förekommer rikligt bland Tomas Tranströmers dikter. Hans favoritversmått den sapfiska strofen används i 5 av dikterna i 17 dikter. En skillnad mot regelrätt imagism är att Tomas Tranströmer ofta hopar flera bilder på varandra för att bilda en komplex enhet som exempelvis ”havets gråstensgrindar” och ”halvkvävda sommargudar”. Bilderna ligger långt ifrån varandra associationsmässigt men samverkar till en helhetsupplevelse.
De tre avslutande dikterna ”Sång” (4), ”Elegi” (5.1) och ”Epilog” (5.2) var ursprungligen tänkta att ”vara satser i en dikt” med en ambition att överföra den musikaliska passacagliaformen till poesin där vissa bilder skulle återkomma och varieras på olika sätt med ett skepp som baselement. Det var ’den långa dikten’ i T.S. Eliots anda som föresvävade, men ”det blev så konstruerat, så den dikten växte fram som den själv ville och då gav jag upp den här ambitionen och det tror jag nog jag gjorde rätt i”. I dikten ”De fyra temperamenten” i samlingen Hemligheter på vägen återupptas idén i mindre skala. Det mest storslagna försöket till musikalisk form är långdikten Östersjöar och enligt Tomas Tranströmer den enda gången han lyckats.
Titeln 17 dikter kan ses som en hälsning till Dylan Thomas med debutsamlingen 18 Poems.
Flera av dikterna i 17 dikter har blivit tonsatta.

## Innehåll

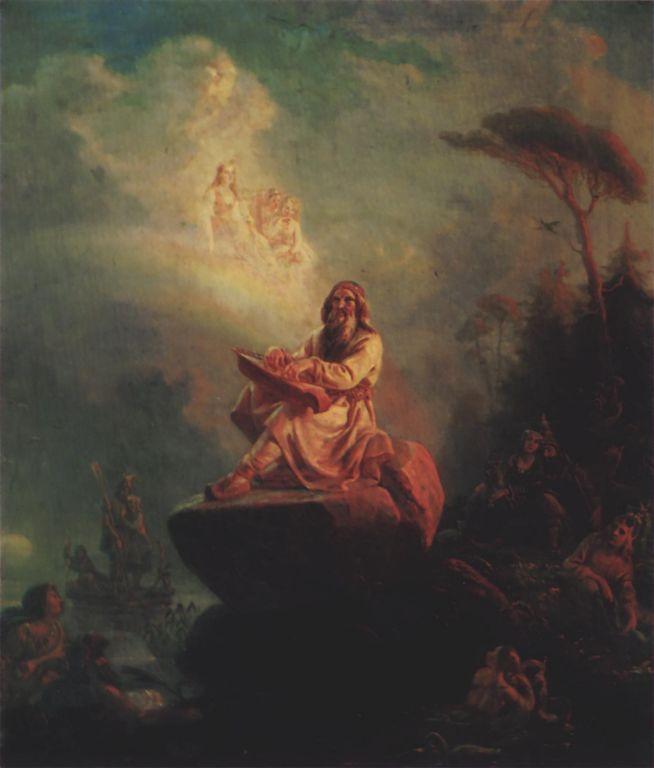
Väinämöinen av Robert Wilhelm Ekman (1866) i dikten ”Sång” (4).

I . Preludium
II . Höstlig skärgård
- Storm
- Kväll – morgon[11]
- Ostinato[13]

III
- Fem strofer till Thoreau
- Gogol
- Skepparhistoria
- Strof och motstrof
- Upprörd meditation
- Stenarna
- Sammanhang
- Morgon och infart
- I den forsande stäven är vila
- Dygnkantring[14]

IV . Sång
V
- Elegi[15]
- Epilog

## Ljudbok
I ljudboken Tomas Tranströmer läser 82 dikter ur 10 böcker 1954–1996 läser författaren dikterna ”Höstlig skärgård” (2), ”Storm” (2.1), ”Kväll-morgon” (2.2), ”Ostinato” (2.3), ”Sammanhang” (3.7), ”Morgon och infart” (3.8), ”I den forsande stäven är vila” (3.9), ”Dygnkantring” (3.10) och ”Epilog” (5.2).